# Pioneer Corporation
Pioneer Corporation (パ イ オ ニ ア 株式会社 Paionia Kabushiki Kaisha-?) Thường được gọi là tiên phong, là một tập đoàn đa quốc gia của Nhật Bản chuyên về các sản phẩm giải trí kỹ thuật số, có trụ sở tại Kawasaki, Kanagawa, Nhật Bản. Công ty được thành lập bởi Nozomu Matsumoto năm 1938 tại Tokyo như một cửa hàng sửa chữa đài phát thanh và loa, và chủ tịch hiện tại của nó là Susumu Kotani.
Pioneer đã đóng một vai trò trong sự phát triển của truyền hình cáp tương tác, người chơi Laser Disc, người chơi Compact Disc ô tô đầu tiên, lần đầu tiên có thể tháo rời stereo mặt xe, Supertuner công nghệ, đầu đĩa DVD và ghi DVD, màn hình plasma (thương hiệu như Kuro), và Organic LED hiển thị (OLED). Công ty làm việc với đĩa quang học và công nghệ màn hình và các sản phẩm phần mềm và cũng là một nhà sản xuất. Sharp Corporation lấy một cổ phần 14% trong Pioneer trong năm 2007, trong đó đã được giảm xuống 9%, nhưng Sharp vẫn là cổ đông lớn nhất của Công ty Pioneer, tiếp theo là Honda Motor Co., Ltd người sở hữu khoảng 4% cổ phần của Pioneer sau một biên bản ghi nhớ giữa hai công ty trong năm 2010 để tăng cường quan hệ kinh doanh.
Trong tháng 3 năm 2010, Pioneer ngừng sản xuất TV, công bố vào ngày 12 tháng 2 năm 2009. Ngày 25 tháng 6 năm 2009, tập đoàn Sharp đã đồng ý thành lập một liên doanh về kinh doanh quang của họ được gọi là Pioneer kỹ thuật số Thiết kế và Công ty Cổ phần Sản xuất. Vào tháng 9 năm 2014, Pioneer đã đồng ý bán Pioneer Home Electronics (Home A / V) để Onkyo, và vào tháng 3 năm 2015, Pioneer đã bán thiết bị DJ bộ phận kinh doanh của mình cho KKR, mà kết quả trong việc thành lập Pioneer DJ như một thực thể riêng biệt, độc lập Pioneer.

## Lịch sử
1937: người sáng lập của Pioneer, Nozomu Matsumoto phát triển các loa năng động A-8.
Tháng 1 năm 1938: Fukuin Shokai Denki Seisakusho (tiền thân của Pioneer) được thành lập tại Tokyo.
Tháng 5 năm 1947: Fukuin Denki được kết hợp.
Tháng 12 năm 1953: Hi-Fi loa PE-8 được giới thiệu.
Tháng 6 năm 1961: Tên công ty chuyển thành Công ty điện tử Pioneer.
Tháng 10 năm 1961: Cổ phiếu được niêm yết trên Sở giao dịch chứng khoán Tokyo Mục Thứ Hai.
Tháng 6 năm 1962: Giới thiệu hệ thống âm thanh stereo riêng biệt đầu tiên trên thế giới.
Tháng 3 năm 1966: Thành lập công ty bán hàng ở châu Âu và Mỹ
Tháng 2 năm 1968: Cổ phiếu được niêm yết trên Sở giao dịch chứng khoán Tokyo Đầu Mục.
Tháng 4 năm 1968: Cổ phiếu được niêm yết trên Sở Giao dịch chứng khoán Osaka.
Tháng Hai năm 1969: Cổ phiếu được niêm yết trên sàn chứng khoán Amsterdam (nay Euronext Amsterdam). Hoa Kỳ GAAP báo cáo tài chính hợp nhất bắt đầu
Tháng 11 năm 1975: giới thiệu đầu tiên của thế giới âm thanh stereo thành phần xe.
1976: Hi-Fi loa HPM-100 được giới thiệu.
Tháng 12 năm 1976: Cổ phiếu được niêm yết trên sàn chứng khoán New York.
Tháng 12 năm 1977: Giới thiệu hai cách mà hệ thống CATV địa chỉ đầu tiên của thế giới ở Mỹ (với Warner Cable).
1978: Giới thiệu receiver SX-1980, thu mạnh nhất của Pioneer được sản xuất cho đến nay.
Tháng 2 năm 1979: Giới thiệu các cầu thủ Laserdisc ngành công nghiệp sử dụng.
Tháng 6 năm 1980: Giới thiệu VP-1000 máy nghe LD để sử dụng nhà ở Mỹ
Tháng 10 năm 1981: giới thiệu máy nghe nhạc LD để sử dụng nhà và các phần mềm 70 LD tại Nhật Bản.
Tháng 10 năm 1982: Giới thiệu các hệ thống LD Karaoke cho doanh nghiệp sử dụng.
Tháng 11 năm 1982: giới thiệu máy nghe nhạc CD.
Tháng Chín năm 1984: Giới thiệu các thế giới máy nghe nhạc kết hợp LD đầu tiên tương thích với các đĩa CD và LDS.
Tháng 10 năm 1984: chí chơi xe CD đầu tiên của thế giới.
Tháng 12 năm 1985: Giới thiệu các màn chiếu 40-inch.
Tháng 6 năm 1990: Giới thiệu hệ thống GPS đầu tiên CD dựa trên ô tô chuyển hướng của thế giới.
Tháng 10 năm 1992: Giới thiệu 4x CD-ROM đổi đầu tiên trên thế giới.
Tháng 6 năm 1996:
Tokorozawa Plant kiếm được chứng nhận ISO 14001.
Pioneer khai trương và ra mắt Pioneer Karaoke Channel, một kênh truyền hình vệ tinh Astro cho video âm nhạc và lập trình karaoke gồm cho câu lạc bộ đêm.
Tháng 12 năm 1996: Giới thiệu đầu đĩa DVD / CD và DVD / LD / CD tương thích đầu tiên trên thế giới cho các nhà sử dụng.
May 1997: Bắt đầu cung cấp vệ tinh kỹ thuật số phát sóng các hộp set-top ở châu Âu.
Tháng 6 năm 1997: Giới thiệu hệ thống GPS đầu tiên dựa trên DVD ô tô chuyển hướng của thế giới.
Tháng 10 năm 1997: giới thiệu ổ đĩa DVD-R đầu tiên trên thế giới.
Tháng 11 năm 1997: Giới thiệu sản phẩm âm thanh xe hơi OEL trang bị đầu tiên trên thế giới.
Tháng 12 năm 1997: Giới thiệu nét cao màn hình plasma 50-inch đầu tiên trên thế giới sử dụng của người tiêu dùng.
Tháng 6 năm 1998: Giới thiệu hệ thống thế giới đầu tiên dựa trên DVD GPS ô tô chuyển hướng có tính năng dual-lớp 8.5GB DVD.
Tháng 1 năm 1999: Giới thiệu logo mới.
Tháng 4 năm 1999: Bắt đầu cung cấp CATV hộp set-top kỹ thuật số tại Mỹ
Tháng 6 năm 1999: tên công ty bằng tiếng Anh chuyển thành Công ty Pioneer.
Tháng 12 năm 1999: Giới thiệu ghi DVD đầu tiên trên thế giới tương thích với các định dạng DVD-RW.
Tháng 3 năm 2000: Cổ phiếu của Tohoku Pioneer được niêm yết trên sàn chứng khoán Tokyo Second Mục.
June 2001: Giới thiệu hệ thống GPS định vị ô tô cứng dựa trên đĩa.
Tháng 7 năm 2001: Giới thiệu các khẩu hiệu thương hiệu toàn cầu "sound.vision.soul".
Tháng 11 năm 2002: Giới thiệu hệ thống định vị ô tô GPS với một mô-đun truyền thông không dây.
Tháng 11 năm 2002: Giới thiệu một máy ghi DVD với đĩa cứng.
Tháng 3 năm 2003: giới thiệu tại Mỹ CATV kỹ thuật số hộp settop với độ nét cao khả năng tiếp nhận tín hiệu TV.
Tháng 9 năm 2003: Tổng số lô hàng trên toàn thế giới của máy tính sử dụng ổ đĩa DVD ghi vượt 5 triệu đơn vị.
Tháng 7 năm 2004: Giới thiệu các Pioneer DVJ-X1, máy nghe nhạc DVD đầu tiên trên thế giới dành cho các DJ chuyên nghiệp và VJs.
01 Tháng Mười 2004: Công ty Cổ phần Display Pioneer Plasma (Plasma trước đây NEC Corporation Display) bắt đầu hoạt động.
Tháng 1 năm 2006: Tổng thống Kaneo Ito và Chủ tịch Kanya Matsumoto, con trai của người sáng lập của công ty, để lại bài viết của họ phải chịu trách nhiệm cho sự yếu kém gần đây của các nhà sản xuất ghi DVD và TV plasma. Phó Chủ tịch Tamihiko Sudo được bổ nhiệm làm chủ tịch mới, có hiệu lực từ ngày 01 Tháng 1 bởi ban giám đốc.
Tháng 12 năm 2006: Pioneer đóng bộ phận âm thanh xe hơi của mình tại Singapore.
Tháng 1 năm 2007: Pioneer hiển thị 9 mm của họ (0,35 in) dày khái niệm plasma, cũng như họ "tương phản cực" khái niệm plasma
Tháng 7 năm 2008: Pioneer phát triển 16 lớp Blu-ray Disc khả năng lưu trữ 400 GB.
Tháng 11 năm 2009: Pioneer di chuyển trụ sở chính từ Tokyo đến Kawasaki.
Tháng 9 năm 2009: Pioneer công bố hai cầu thủ mới vào danh mục thiết bị DJ của mình, các CDJ-900 và CDJ-2000.
Tháng 3 năm 2010: Pioneer ngừng sản xuất TV.
Tháng 5 năm 2010: Pioneer phát hành hai bộ điều khiển phần mềm DJ mới, các DDJ-S1, và các DDJ-T1.
Tháng 5 năm 2011: Pioneer thông báo phát hành Smart Car Concept với một thiết lập DJ đầy đủ.
Tháng 10 năm 2011: Pioneer chính thức phát hành một bộ điều khiển DJ 2 kênh mới gọi là DDJ-ERGO tại BPM Show 2011.
May 2012 - Pioneer giới thiệu Cyber Navi AR-HUD, đầu tiên trên thế giới hệ thống định vị ô tô đi lên hiển thị (HUD) cho dự án tăng cường thực tế (AR) sử dụng công nghệ ảo RGB Laser hiển thị võng mạc (VRD).
Tháng 8 năm 2012: Pioneer chính thức ra mắt XDJ-AERO, lần đầu tiên hệ thống DJ không dây của Pioneer mà chơi âm nhạc từ điện thoại thông minh và máy tính bảng thông qua Wi-Fi.
Tháng 4 năm 2013: Pioneer chính thức ra mắt DJM-750.
Tháng 9 năm 2014: Pioneer sẽ bán kinh doanh thiết bị disc-jockey của mình cho công ty cổ phần tư nhân KKR & Co LP cho khoảng 59 tỷ yên ($ 550,000,000).

## Nhãn hiệu và các thiết bị
Pioneer logo (1998-nay)

### Xe điện tử - Pioneer
Pioneer Elite sản xuất thiết bị điện tử cao cấp mà thường cao hơn về chất lượng và giá cả. Hầu hết các thiết bị điện tử mang nhãn hiệu Pioneer Elite có màu đen bóng "Urushi" kết thúc.
Sản phẩm Pioneer Elite bao gồm AVR, người chơi Laserdisc, đầu CD, đầu DVD, màn hình máy tính và TV plasma [Bây giờ ngưng], và TV chiếu sau. Pioneer Elite ra mắt máy nghe nhạc đầu tiên của họ Blu-ray Disc, BDP-HD1, vào tháng 1 năm 2007. Pioneer phát hành màn hình plasma 1080p đầu tiên, PRO-FHD1.
Trong mùa hè năm 2007, Pioneer phát hành dòng Kuro của màn hình plasma, rằng những tuyên bố công ty có mức độ màu đen tốt nhất của bất kỳ màn hình phẳng dẫn đến phản lớn hơn, và hình ảnh thực tế hơn. Kuro nghĩa đen trong tiếng Nhật.

### Carrozzeria (chỉ có Nhật Bản) - điện tử ô tô
Pioneer Premier (chỉ có ở Bắc Mỹ) - cao cấp xe điện tử [Bây giờ ngưng]
TAD - kỹ thuật thiết bị âm thanh. Chủ yếu ghi nhận như là một nhà sản xuất có hiệu quả cao các thành phần loa âm thanh và hệ thống loa hoàn chỉnh cho các tăng cường âm thanh và phòng thu thị trường thương mại. Các cơ sở cho hoạt động của Mỹ nằm ở miền nam California, với thiết kế hạn chế / sản xuất được thực hiện trên trang web. Hoạt động bắt đầu vào đầu những năm 1980 và tiếp tục cho đến ngày nay với một lời đề nghị hạn chế về thành phần loa và cung cấp mở rộng của loa tiêu dùng và điện tử.

### Pioneer DJ - thiết bị DJ
Pioneer cao cấp Audio - một thương hiệu của hệ thống âm thanh cao cấp OEM nhà máy lắp đặt cho xe GM: Chevrolet Cobalt, Chevrolet Cruze, Chevrolet Malibu, Chevrolet Equinox, GMC Terrain, Pontiac G5, và Pontiac Torrent là bảy-loa hệ thống âm thanh cao cấp và cao cấp hệ thống âm thanh cho xe bán tải nhỏ gọn Ford Ranger và Mazda B-Series.
Pioneer Karaoke kênh
Pioneer Karaoke Channel (Trung Quốc: 先鋒 卡拉 OK 頻道; bính âm: Xiān Fēng Kǎ Lā OK Pín Dào) là một kênh truyền hình vệ tinh có tính năng video âm nhạc châu Á và karaoke 24 giờ một ngày. Pioneer và đài truyền hình vệ tinh Astro Malaysia chính thức ra mắt vào Tháng Một 1996.
Thiết bị
Các thiết bị GPS Pioneer Avic, bao gồm các tính năng TMC.